# Dillon Francis
Dillon Hart Francis (Los Ángeles, California; 5 de octubre de 1987) es un DJ, remezclador y productor discográfico estadounidense.

## Carrera musical
Francis nacido en Los Ángeles, California, cobró un poco de fama después de haberse ganado el reconocimiento del DJ estadounidense Diplo y poco después hicieron la canción "Que Que". Su canción "Masta Blasta", originalmente tenía las 130 pulsaciones por minuto que suele tener una canción del género house, pero después fue editada con los sonidos influenciados por el músico holandés Munchi. Posteriormente, la canción terminó como el primer tema moombahton que le llevaría a la fama. En 2010, Francis publicó su primer EP titulado Swashbuckler para la discográfica Play Me Records.
Lanzó algunas de sus producciones para varias discográficas, entre ellas Dim Mak Records, Mad Decent y OWSLA.
En febrero de 2012, Francis se convirtió el primer artista de moombahton en llegar a las listas de 'número uno' de Beatport y llegó al Top 5 de las Últimas Novedades al publicar su extended play Something, Something, Awesome. Más adelante, todavía en 2012, desplegó su 'Wet & Reckless Tour' por Norteamérica, junto con el trío británico Nero en su gira Welcome Reality y el músico inglés Flux Pavilion.
En 2013 anunció su tour llamado 'Wurld Turr' por todo Norteamérica, incluyendo Estados Unidos y Canadá; y también confirmó que su álbum debut sería presentado ese mismo 2013. También ganó prestigio entre las cadenas de televisión siendo anunciado como uno de los artistas Clubland de MTV que ver este 2013, como otros artistas, tales como Kill The Noise y Otto Knows.
A finales del mes de octubre de 2014, publicó su primer álbum de estudio Money Sucks, Friends Rule, publicado por Columbia Records. Martin Garrix, Major Lazer y DJ Snake son algunas de las colaboraciones de este disco que ocupó el primer puesto en la lista de ventas de música electrónica de iTunes en Estados Unidos. Incluye el sencillo «Get Low», en colaboración con el DJ y productor francés DJ Snake el cual fue incluido en la banda sonora de Furious 7 por el cual logró ingresar en varias listas musicales incluidas el Billboard Hot 100.

## Discografía

### Álbumes

#### Álbumes de estudio
- Money Sucks, Friends Rule (2014)
- WUT WUT (2018)
- Happy Machine (2021)
- This Mixtape Is Fire Too (2023)

#### EP
| Año  | Álbum                                                                                         | Discográfica         | Tipo |
| ---- | --------------------------------------------------------------------------------------------- | -------------------- | ---- |
| 2010 | Swashbuckler                                                                                  | Play Me Records      | EP   |
| 2011 | Westside!                                                                                     | Mad Decent           | EP   |
| 2011 | Ultra (con Cory Enemy)                                                                        | (Self Released)      | EP   |
| 2011 | Bossa Rocka                                                                                   | Top Billin           | EP   |
| 2011 | Que Que (Remixes) (Diplo & Dillon Francis, feat. Maluca)                                      | Mad Decent           | EP   |
| 2012 | Something, Something, Awesome.                                                                | OWSLA                | EP   |
| 2012 | Money Makin' (Remixes) (con A-Trak)                                                           | Fool's Gold Records  | EP   |
| 2013 | Without You (Remixes) (con Totally Enormous Extinct Dinosaurs)                                | Mad Decent           | EP   |
| 2015 | This Mixtape Is Fire                                                                          | Columbia Records     | EP   |
| 2019 | Magic Is Real (Part 1)                                                                        | IDGAFOS / Mad Decent | EP   |
| 2020 | Festival Bangers for When Festivals Start Again Because There Are No Festivals (con TV Noise) | Libre                | EP   |

### Sencillos
| Año  | Canción                                                | Discográfica        |
| ---- | ------------------------------------------------------ | ------------------- |
| 2011 | "I.D.G.A.F.O.S."                                       | Mad Decent          |
| 2012 | "Falling Up"                                           | OWSLA               |
| 2012 | "Money Makin" (con A-Trak)                             | Fool's Gold Records |
| 2012 | "Masta Blasta (The Rebirth)"                           | Mad Decent          |
| 2012 | "Bootleg Fireworks (Burning Up)"                       | Fly Eye Records     |
| 2013 | "Bootleg Fireworks (Burning Up) (The Rebirth)          | Fly Eye Records     |
| 2013 | "Messages" (feat. Simon Lord)                          | Mad Decent          |
| 2013 | "Flight 4555 (I.D.G.A.F.O.S 3.0)"                      | Mad Decent          |
| 2013 | "I'm The One" (con Flux Pavilion)                      | Circus Records      |
| 2013 | "Without You" (con Totally Enormous Extinct Dinosaurs) | Mad Decent          |
| 2014 | "Get Low" (con DJ Snake)                               | Mad Decent          |
| 2014 | "I Cant Take It"                                       | Columbia Records    |
| 2014 | "We Make It Bounce" (con Major Lazer & Stylo G)        | Columbia Records    |
| 2014 | "Set Me Free" (con Martin Garrix)                      | Columbia Records    |
| 2014 | "Love in the Middle of a Firefight" (con Brendon Urie) | Columbia Records    |
| 2014 | "Drunk All The Time (The Rebirth)" (con Simon Lord)    | Mad Decent          |
| 2015 | "Clouds" (con KSHMR feat. Becky G)                     | Free Download       |
| 2015 | "Bruk Bruk (I Need Your Lovin)"                        | Columbia Records    |
| 2015 | "Bun Up The Dance (con Skrillex)"                      | Columbia Records    |
| 2016 | Coming Over (con with Kygo feat. James Hersey)         | Columbia Records    |
| 2016 | Candy (feat. Snappy Jit)                               |                     |
| 2016 | Anywhere (feat. Will Heard)                            |                     |
| 2017 | Say Less (feat. G-Eazy)                                |                     |
| 2017 | No Diga Más (feat. Serko Fu)                           |                     |
| 2017 | Hello There (feat. Yung Pinch)                         |                     |
| 2018 | Ven (feat. Arcángel)                                   |                     |
| 2018 | We The Funk (feat. Fuego)                              |                     |
| 2018 | Sex0 (Ft. Residente y iLe)                             |                     |
| 2018 | Quiero Saber (feat. Jesse Baez)                        |                     |
| 2018 | White Boi (feat. Lao ra)                               |                     |
| 2018 | LFGD (feat. Chris Melberger)                           | Astralwerks Records |

#### Otras
| Año  | Canción                                            | Álbum                              | Discográfica    |
| ---- | -------------------------------------------------- | ---------------------------------- | --------------- |
| 2011 | "Beautician 2.0"                                   | Mad Decent Vol. 1                  | Mad Decent      |
| 2012 | "Music Is Dead" (con Doctor P)                     | Mr Mongoose's Fantastic Weekend EP | Circus Records  |
| 2012 | "Fiyah"                                            | Straight Up Electro House! Vol. 7  | Straight Up     |
| 2012 | "Epidemic" (con Jack Beats)                        | Careless                           | OWSLA           |
| 2012 | "Here 2 China" (con Calvin Harris y Dizzee Rascal) | 18 Months                          | Fly Eye Records |
| 2012 | "Someone to Die For" (con Example)                 | The Evolution of Man               | Data Records    |

### Remixes
| Año  | Canción                             | Artista                                    |
| ---- | ----------------------------------- | ------------------------------------------ |
| 2010 | "Lassitude"                         | Sigma & DJ Fresh feat. Koko                |
| 2010 | "Booty Bounce"                      | Dev                                        |
| 2010 | "Monkey Bars"                       | Bit Thief                                  |
| 2010 | "911"                               | Tittsworth feat. Stimulus                  |
| 2010 | "Sasha Don't Sleep"                 | The Dance Party                            |
| 2011 | "Fireball"                          | Dev feat. The Cataracs                     |
| 2011 | "Spaceman"                          | Vaski                                      |
| 2011 | "Transition"                        | DWNTWN                                     |
| 2011 | "Sex Sax"                           | Drop The Lime                              |
| 2011 | "Take It Back"                      | Toddla T feat. Shola Ama and J2K           |
| 2011 | "Just Fall"                         | HeavyFeet featuring Hannah T               |
| 2011 | "Look at Me Now"                    | Chris Brown feat. Lil Wayne & Busta Rhymes |
| 2011 | "Broken Hearts"                     | Kito & Reija Lee                           |
| 2011 | "Hitz"                              | Chase & Status feat. Tinie Tempah          |
| 2011 | "She Blows (The Whistle Tune)"      | Time Takers                                |
| 2011 | "Swagger Jagger"                    | Cher Lloyd                                 |
| 2011 | "Hits Me Like a Rock"               | CSS                                        |
| 2011 | "Louder"                            | DJ Fresh feat. Sian Evans                  |
| 2011 | "Stereo Hearts"                     | Gym Class Heroes feat. Adam Levine         |
| 2011 | "Feel So Close"                     | Calvin Harris                              |
| 2011 | "A Woman Like Me"                   | Willy Joy                                  |
| 2011 | "Turn It On"                        | Kissy Sell Out                             |
| 2011 | "Dancehall Queen"                   | Robyn feat. Name Brand                     |
| 2011 | "Earthquakey People"                | Steve Aoki feat. Rivers Cuomo              |
| 2011 | "Circles"                           | Digitalism                                 |
| 2011 | "Underneath the Sycamore"           | Death Cab for Cutie                        |
| 2011 | "Kill the Noise"                    | Kill the Noise                             |
| 2011 | "Who Is Ready to Jump"              | Chuckie                                    |
| 2012 | "Pull Up, Wheel Up"                 | Sinden                                     |
| 2012 | "Hulk"                              | Clockwork                                  |
| 2012 | "Stars Come Out"                    | Zedd feat. Heather Bright                  |
| 2012 | "Beat Down"                         | TAI                                        |
| 2012 | "Daydreamer"                        | Flux Pavilion feat. Example                |
| 2012 | "Control Freak"                     | Steve Aoki feat. Blaqstarr & Kay           |
| 2012 | "Finale"                            | Madeon                                     |
| 2012 | "We Run The Club"                   | Doc Hollywood                              |
| 2012 | "Where Did I Go?" (con Kill Paris)  | I See MONSTAS                              |
| 2012 | "Like Home"                         | Nicky Romero feat. Nervo                   |
| 2013 | "So Young So High"                  | Dada Life                                  |
| 2013 | "Carried Away"                      | Passion Pit                                |
| 2013 | "Suit & Tie"                        | Justin Timberlake feat. Jay-Z              |
| 2013 | "Night Is On My Mind"               | Oliver                                     |
| 2014 | "KNAS"                              | Steve Angello                              |
| 2014 | "Jealous (I Ain't With It)"         | Chromeo                                    |
| 2014 | "Harder, Better, Faster, Stronger"  | Daft Punk                                  |
| 2014 | "Morning Sun"                       | Strange Talk                               |
| 2014 | "Bigfoot"                           | W&W                                        |
| 2014 | "Some Chords"                       | deadmau5                                   |
| 2014 | "Runaway (U & I)"                   | Galantis                                   |
| 2015 | "Nuclear"                           | Zomboy                                     |
| 2015 | "Lean On" feat, M∅ (Remix Con JAUZ) | Major Lazer & DJ Snake                     |
| 2016 | "The Right Song"                    | Oliver Heldens & Tiësto                    |
| 2016 | "No Money"                          | Galantis                                   |
| 2016 | "This Is What You Came For"         | Calvin Harris, Rihanna                     |
| 2017 | "Malibu"                            | Miley Cyrus                                |
| 2017 | "Real Life"                         | Duke Dumont, Gordon City feat. NAATIONS    |
| 2017 | "Final Boss"                        | Excision & Dion Timmer                     |
| 2018 | "Mi Gente"                          | J Balvin & Willy William                   |
| 2018 | "Machika"                           | J Balvin, Anitta, Jeon                     |
| 2018 | "I Like It"                         | Cardi B, Bad Bunny & J Balvin              |
| 2018 | "My Love"                           | Martin Solveig                             |

### Canciones sin publicar
| Año  | Canción                 |
| ---- | ----------------------- |
| 2013 | "4 Munchi"              |
| 2013 | "We Do It For The Kids" |